# امالو
امالو (به عربی: أمالو) یک شهرداری در الجزایر است که در استان بجایه واقع شده‌است.